# Hi My Sweetheart
Hi My Sweetheart (Chino: 海派甜心) es un drama taiwanés del año 2009 protagonizada por Show Luo, Rainie Yang y Lee Wei. Fue producido por Comic Ritz International Production (可 米瑞 智 国际 艺 能 有限公司) y Chai Zhi Ping (柴智屏) como productor y dirigida por Lin He Long (林 合 隆). Se comenzó a filmar el 26 de julio de 2009 y envuelto en el 23 de noviembre de 2009. Fue filmada en la localización en Kaohsiung, Taiwán y Hangzhou, China.

## Sinopsis
Xue Hai (Show Luo) es un joven que viene de una familia adinerada y que había sido protegido por su hermana mayor, Bo Xue durante la mayor parte de su vida. Un día, a los 20 años, decidió salir de su zona de confort y estudiar en el extranjero en Hangzhou. Para proteger su identidad como el heredero de la fortuna de su familia, Xue Bo, le dio un alias "Lin Da Lang," que se supone que es un estudiante de una familia pobre.
En la Universidad de Zhejiang, Da Lang conoce a Chen Bao Zhu (Rainie Yang): una excéntrica joven sin amigos alfa-mujer rebelde social. Lin Da Lang se convierte en un persistente incondicionalmente por su amistad y sin fin ofrece un constante apoyo y aceptación a su vida descuidada. Sin darse cuenta de fondo Lin Da Lang, Bao Zhu le enseña las normas sociales y los pasos de bebé de la vida cotidiana. A medida que empieza a bajar la guardia, Da Lang promete estar siempre con ella, y se enamoran. Durante este tiempo, el padre de Chen Bao Zhu va a la quiebra y huye, dejando a ella y a su madre atrás. Usando al padre de Bao Zhu como un ejemplo de la pobreza y el fracaso, la madre de Bao Zhu se niega a aceptar la relación Lin Da Lang con su hija y le ordena que rompa con Da Lang o ella va a impedir su graduación. Por miedo a Da Lang, Bao Zhu le miente a su madre en una nota, y se compromete a un matrimonio arreglado. Sin embargo, Bao Zhu planea fugarse con Da Lang. Al mismo tiempo, Da Lang - conocido el conflicto - desea proponer y confesar su verdadera identidad y riqueza a Chen Bao Zhu para que su madre lo acepte. En el cumpleaños de Bao Zhu, Da Lang y Chen Bao Zhu y hacen planes para reunirse, tanto inconsciente de los demás objetivos comunes para un futuro común. Da Lang compra un anillo de compromiso y se dirige al punto de encuentro, pero Chen Bao Zhu es golpeada por un auto y pierde el conocimiento durante meses. Da Lang siguió esperando, pero ella nunca apareció. Preocupado, tarde visita a su casa, y la madre de Chen Bao Zhu le miente e informa que se encuentra en Europa y pronto se casará con otra persona, mostrándole la nota de Bao Chu. Sin darse cuenta de las verdaderas intenciones de Bao Zhu, Da Lang llega a la conclusión de que fue abandonado por imprudencia por su primer amor. Xue Hai se baja los alias de Da Lang, pierde su toma inocente simplista de la vida, y se compromete a no cometer nunca una relación de nuevo.
Tres años más tarde, de vuelta en Kaohsiung, Xue Hai se ha transformado en un egocéntrico playboy y ahora no esconde su riqueza. El nuevo Xue Hai cree que es invulnerable. Un día Xue Hai oye la voz de Bao Chu en la radio local en un programa llamado Sweetheart DJ. Xue Hai se ve, actúa y se siente como una nueva persona. Al sentir que es ahora irreconocible, Xue Hai compra la estación de radio con el fin de buscar venganza. Su objetivo era la obligarla a caer en amor con su auto nuevo, sólo para luego dejarla en venganza. Sin embargo, después de ver con Bao Zhu Yan Feng (Lee Wei), su maestro de secundaria senior / judo, Xue Hai se pone celoso y pronto se da cuenta de que todavía tiene sentimientos por ella. Xue Hai entonces pone su mente en destruir la relación de Chen y su "novio", mientras él la persigue continuamente, olvidando muchas veces ya sea por amor o venganza. Más tarde, se produce un incendio en la estación de radio que captura a Bao Zhu en el edificio justa antes de irse con Yan Feng al extranjero. Xue Hai (que estaba esperándola fuera del edificio queriendo salvar su amor)se apresura a salvarla, pero termina atrapado bajo una viga de madera después de ser golpeado en la cabeza al tratar de proteger a Bao Zhu, y sin poder salir. Él le insta a ir y lo dejan y ella se lo lleva He Yan Feng. Los bomberos lo rescatan, sólo para descubrir que está inconsciente y es llevado inmediatamente al hospital. Angustiado más sobre el hecho de que él está gravemente herido Bao Zhu está convencida de que es culpa de ella y descubre que él realmente la ama y ella lo ama, sin importar si es Da Lang o Ha Xue.
Cuando Xue Hai despierta, sale del hospital sin que nadie se de cuenta y llega en una tienda de juguetes propiedad de una mujer y su hija, que amablemente le toma pulg Xue Hai vive con las dos en su viejo auto Da Lang, sin tener idea de su identidad real. Bao Zhu tropieza a través de la cabina y se encuentra Xue Hai, pero descubre que ha olvidado todo el mundo en su vida - incluyendo su verdadero nombre. Decidida a que vuelva ella lo lleva a muchos lugares que podía recordar de su relación anterior. Después de darse cuenta de que él no la recuerda y, de hecho, él ha tomado el gusto a la hija de la dueña de la tienda Jia Jia, decide irse con Yan Feng a América. Pero antes de que tenga la oportunidad de considerar siquiera Da Lang es secuestrado por el mal novio de su hermana que quería retenerlo como rehén. Él se cae cuando trata de escapar y finalmente recuerda a todos. Él se convierte de nuevo en Xue Hai, pero aún conserva el aspecto y dorkiness de Da Lang, finalmente propone a Bao Zhu, que se casen.
Al final y viven felices para siempre

## Reparto

### Reparto principal
- Show Luo es Xue Hai 薛海/ Lin Da Lang 林達浪.
- Rainie Yang es Chen Bao Zhu 陳寶茱.
- Lee Wei es He Yan Feng 何言風.
- Maggie Wu es Mo Li 莫莉.
- Fang Fang es Xue Bo 薛波 (hermana mayor de Xue Hai).
- Xiang Yu Jie es Xue Pei 薛佩 (Segunda hermana de Xue Hai).

### Emitir
- Nikki Deng es Wang Ye Qian.
- Zhang Yi Mei es Li Jia Jia.
- Wang Yue es Wang Yu Lan (madre de Bao Zhu).
- Wen Shuai es Chen Run Fa (Chico, Xue Bo).
- Jiang Qi Lin es Ba Shuang (compañero de cuarto Xue Hai de Hangzhou).
- Liu Rui es Wu Ke (compañero de cuarto Xue Hai de Hangzhou).
- Chen Bi Wei es Gao Gang (compañero de clase de Xue Hai Zhu y Bao).
- Shi Zhen Long es Ah Gen (el mejor amigo de Gao Gang).
- Chong Yin Zhen es Hui Min (asistente Xue Xue Hai Bo).
- Chocolate Lai es Christina (chica Xue Hai).
- Xie Jin Li es director de la emisora.

## Banda sonora
- Head Over Heels in Love (愛瘋頭) - Show Luo (tema de apertura)
- Rain Love (雨愛) - Rainie Yang (fin)
- Youth Bucket (青春鬥) - Rainie Yang
- Anonymous Friend (匿名的好友) - Rainie Yang
- Love Doesn't Travel Around (愛不單行) - Show Luo]]
- Biological Clock (生理時鐘) - Show Luo
- In Your Eyes - Rainie Yang y Show Luo